# NGC 7246
NGC 7246 (również IC 5198 lub PGC 68512) – galaktyka spiralna (Sa), znajdująca się w gwiazdozbiorze Wodnika. Odkrył ją William Herschel 6 września 1793 roku.